# Die Violetten
Die Violetten är ett tyskt småparti, grundat 2001 i Dortmund, som framhåller behovet av andlighet i politiken. Miljöfrågor och djurrätt är också viktigt för partiet liksom direktdemokrati och medborgarlön. Ett svenskt systerparti med liknande inriktning är Enhet.

## Historik
Partiet grundades 2001 i Dortmund. 2005 grundades de två första regionala föreningarna, i Bayern och Schleswig-Holstein, och 2009 fanns totalt 11 regionala föreningar.  
Vid Förbundsdagsvalet 2017 hade partiet inte någon gemensam valsedel, men däremot hade de fem direktkandidater som gjorde personkampanjer på egen hand. Av dessa lyckades Karin Schäfer bäst i valkrets 117 Oberhausen. Hon fick där 554 röster, vilket motsvarade 0.4 procent.

## Valresultat
| År   | Förbundsdagen                   | EU     | Regionval i Bayern | Regionval i Hessen | Regionval i Nordrhein-Westfalen |
| ---- | ------------------------------- | ------ | ------------------ | ------------------ | ------------------------------- |
| 2002 | 0,005 %                         |        |                    |                    |                                 |
| 2008 |                                 |        | 0,1 %              | 0,1 %              |                                 |
| 2009 | 0,1 %                           | 0,18 % |                    |                    |                                 |
| 2013 |                                 |        |                    |                    | 0,1 %                           |
| 2017 | 0,0 % (ingen gemensam valsedel) |        |                    |                    |                                 |

## Organisation

### Nationell nivå
| Ordförande  | Silvia Röder, Christian Schreiber |
| Kassör      | Karin Schäfer                     |
| Sekreterare | Rainer Schäfer                    |